# Quasisatèl·lit

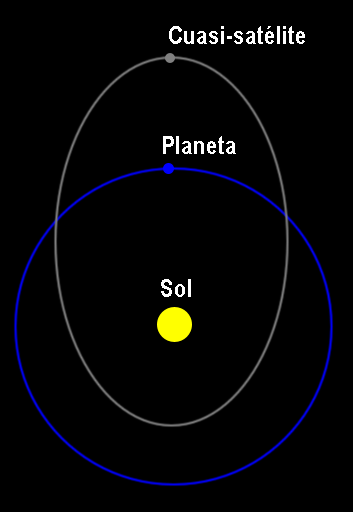
Diagrama de l'òrbita d'un quasisatèl·lit genèric.

Un quasisatèl·lit és un objecte que, orbitant entorn d'una estrella, es troba en ressonància orbital 1:1 amb un determinat planeta. A causa d'aquesta ressonància, l'objecte pot mantenir una òrbita relativament estable durant llargs períodes. Aquest tipus d'òrbita s'anomena òrbita quasisatèl·lital (QSO per les seves sigles en anglès).
Un quasisatèl·lit d'un planeta completa una òrbita al voltant de la seva estrella en el mateix temps en què ho fa el planeta, però descrivint una òrbita de diferent excentricitat. A diferència dels "veritables" satèl·lits, els quasisatèl·lits orbiten fora de l'esfera de Hill del seu planeta, que és la zona en la qual la força gravitatòria que exerceix el planeta domina sobre les forces gravitatòries d'altres cossos celestes. A conseqüència d'això, les pertorbacions gravitatòries externes tendiran a alterar l'òrbita de l'objecte, podent eventualment desvincular-lo de la ressonància amb el planeta.
Altres tipus d'òrbites en una ressonància de 1:1 amb el planeta s'inclou les òrbites de ferradura i de capgròs al voltant de punts de Lagrange, però els objectes d'aquestes òrbites no es queden a prop de la longitud del planeta durant moltes voltes al voltant de l'estrella. Els objectes en òrbites de ferradura són coneguts de vegades per transferir periòdicament a una òrbita quasisatèl·lit relativament de curta durada, i que de vegades es pot confondre. Un exemple d'aquest tipus d'objecte és 2002 AA29.

## Exemples
La Terra

Cruithne i la Terra semblen seguir-se en les seves òrbites.

A data de 2012, la Terra coneix diversos quasisatèl·lits: (164207) 2004 GU9,
(277810) 2006 FV35 i 2010 SO16. 
3753 Cruithne, 2002 AA29, i 2003 YN107 són planetes menors en una òrbita de ferradura que pot passar a una òrbita quasisatèl·lit. 2003 YN107 estava en una òrbita quasisatèl·lit des de 1996 a 2006.
Venus
Venus té un quasisatèl·lit, 2002 VE68. Aquest asteroide és també un creuador de Mercuri i de la Terra; i sembla haver estat un "company" de Venus durant els últims 7.000 anys aproximadament, i està destinat a ser expulsat d'aquest arranjament orbital en uns 500 anys a partir d'ara.
Neptú
(309239) 2007 RW10 és un quasisatèl·lit temporal de Neptú. L'object ha sigut un quasisatèl·lit de Neptú durant 12.500 anys i romandrà en aquest estat dinàmic durant uns 12.500 anys més.
Altres planetes
Basant-se en simulacions, es creu que Urà i Neptú potencialment podria contenir quasisatèl·lits de l'edat del sistema solar (uns 4.500 milions d'anys), però l'òrbita d'un quasisatèl·lit es mantindria estable durant només 10 milions d'anys a la rodalia Júpiter i 100.000 anys prop de Saturn. De Júpiter i Saturn, se sap que tenen quasisatèl·lits.
Artificial
A principis de 1989, la sonda soviètica Fobos 2 va ser injectada en una òrbita de quasisatèl·lit al voltant de la lluna marciana Fobos, amb un radi orbital mitjà d'aproximadament 100 km de Fobos. Segons els càlculs, podria haver-se quedat atrapat en les proximitats de Fobos durant molts mesos. La nau es va perdre a causa d'un mal funcionament del sistema de control a bord.
La missió proposada Martian Moons Exploration de la JAXA també preveu ser injectada en una òrbita quasisatèl·lital al voltant de Fobos el 2025.
Accidental
Alguns objectes són coneguts per ser quasisatèl·lits accidentals, el que significa que no són forçades a la configuració per la influència gravitacional del cos de la qual són quasisatèl·lits. Dels planetes menors Ceres, Vesta, i Plutó se sap que tenen quasisatèl·lits accidentals. En el cas de Plutó, el conegut quasisatèl·lit accidental, (15810) 1994 JR1, és, com Plutó, un plutí, i es veu obligat a aquesta formació per la influència gravitacional de Neptú. Aquest comportament dinàmic és recurrent, l'objecte es converteix en un quasisatèl·lit de Plutó cada 2 milions d'anys i roman en aquesta configuració durant gairebé 350.000 anys.